# Грецьке рішення
Грецьке рішення (грец. Ελληνική Λύση) — права націоналістична політична партія Греції, заснована колишнім депутатом Кіріакосом Велопулосом, що в 2016 від'єдналася від партії Народний православний заклик.